# Birthe Wilke
Birthe Wilke, född 19 mars 1936 i Köpenhamn, är en dansk sångerska.
Wilke växte upp i en mycket musikalintresserad familj huvudstaden Köpenhamns Vesterbroområde. Redan som tonåring vann hon en tävling i Köpenhamns Nationalteater, sjöng solo med Bruno Henriksens orkester på Tivoli och spelade in sin första skiva. Hon kallades Danmarks Doris Day och spelade in Que Sera Sera 1956.
Efter att ha kvalificerat sig till Dansk Melodi Grand Prix, vann tävlingen och fick äran att tävla för Danmark i Eurovision Song Contest 1957 med låten Skibet skal sejle i nat (sv: Skeppet seglar iväg i natt) med Gustav Winckler. Låten slutade på tredje plats och framträdandet har gått till historien då det slutade med ett 32 sekunder långt kyssande. Paret väntade helt enkelt på studiomannens klartecken att avsluta framträdandet, men det kom aldrig, så de fortsatte att kyssas. Vid Eurovision Song Contests 50-årsgala i Köpenhamn 2005 var Wilke med på scenen och kysste programledarna Katrina Leskanich och Renārs Kaupers.
Hon deltog även i Eurovision Song Contest 1959 med låten Uh, jeg ville ønske jeg var dig (sv: Åh, jag önskar jag vore du). Låten slutade på femte plats.
Under det sena 1950-talet turnerade hon i USA, Tyskland och Polen.